# Soț
Un soț este un bărbat care participă în căsătoria sau uniunea civilă. Cuvântul își are originile în limba latină, fiind derivativul lui SOCIVS însemnând „partener”. De obicei căsătoria este formată din soț și soție, dar aceasta nu este regula în țările care au legalizat căsătorii homosexuale.

## Cultură occidentală
De-a lungul istoriei soțul a fost jumătatea mai puternică a căsătoriei, fiind deja în timpul Imperiului Roman obligat să apere și sprijine nu doar soția și copiii lui, dar și slujitorii și animalele. Astăzi, totuși, drepturile ambelor parteneri au fost egalizate.
De obicei, pentru a demonstra statutul său de a fi căsătorit, bărbatul pune inelul de cununie la degetul inelar.